# Bifidobacterium animalis
A Bifidobacterium animalis a Bifidobacterium nemzetség Gram-pozitív, anaerob, rúd alakú baktériuma, amely megtalálható a legtöbb emlős vastagbelében, beleértve az embert is.
A Bifidobacterium animalist és a Bifidobacterium lactist korábban két külön fajként írták le. Jelenleg mindkettőt B. animalisnak tekintik a Bifidobacterium animalis subsp. animalis és a Bifidobacterium animalis subsp. lactis alfajokkal.
Mind a régi B. animalis, mind a B. lactis nevet még mindig használják a termékek címkéin, mivel ezt a fajt gyakran használják probiotikumként. A legtöbb esetben nem világos, hogy melyik alfajt használják a termékben.

## Kereskedelmi nevei
Számos vállalat próbált védjegyezni bizonyos törzseket, és marketingtechnikaként tudományosan hangzó neveket talált ki a törzsekre.
A Danone (Dannon az Egyesült Államokban) a DN 173 010 alfajtörzset Bifidus Digestivum (UK), Bifidus Regularis (USA és Mexikó), Bifidobacterium Lactis vagy B.L. Regularis (Kanada), DanRegularis (Brazília), Bifidus Actiregularis (Argentína, Ausztria, Belgium, Bulgária, Chile, Cseh Köztársaság, Franciaország, Németország, Görögország, Magyarország, Izrael, Olaszország, Kazahsztán, Hollandia, Portugália, Románia, Oroszország, Dél-Afrika, Spanyolország és az Egyesült Királyság) néven forgalmazza, és Bifidus Essensis a Közel-Keleten (és korábban Magyarországon, Bulgáriában, Romániában és Hollandiában) a Safi Danone KSA Activia révén.
A dán Chr. Hansen A/S hasonló állítással rendelkezik a Bifidobacterium animalis subsp. lactis BB-12 védjegy alatt forgalmazott törzsével kapcsolatban.
A Lidl a „Bifidobacterium BB-12”-t a „Proviact” joghurtjában sorolja fel.
A Bifidobacterium animalis lactis a Bl-04 és Bi-07 a DuPont Danisco FloraFIT termékcsaládjának tagja. Számos étrendi probiotikus kiegészítőben használják őket.
A Theralac probiotikus kapszulájában a Bifidobacterium lactis BI-07 és Bifidobacterium lactis BL-34 (más néven BI-04) törzseket tartalmazza.
Bifidobacterium laktis A HN019 a Fonterra egyik törzse, amelyet a DuPont licencelt, amely HOWARU Bifido néven forgalmazza. Számos kereskedelmi forgalomban kapható probiotikumban kapható, köztük a Tropicana Products Essentials Probiotics, az Attune Wellness Bars és a NOW Foods Clinical GI Probiotic.  A Fonterra joghurtot Új-Zélandon Symbio Probalance néven árul, ahol a törzset DR10 címkével látják el.

## Kutatás
A Bifidobacterium animalis alfaj lactis BB-12 más probiotikumokkal kombinálva "fokozott remissziós tendenciát" mutatott egy 32 fekélyes vastagbélgyulladásban szenvedő beteg vizsgálatában.

## Termékek
A B. animalis számos élelmiszerben és étrend-kiegészítőben jelen van. A probiotikum leginkább tejtermékekben található.

## Egészségügyi problémák
A bélflóra manipulálása összetett, és baktérium-gazdaszervezet kölcsönhatásokat okozhat. Bár a probiotikumok általában biztonságosnak tekinthetők, bizonyos esetekben aggályok merülnek fel használatukkal kapcsolatban. Néhány ember, például a legyengült immunrendszerrel, rövidbél-szindrómával, központi vénás katéterekkel, szívbillentyű-betegséggel és koraszülöttekkel rendelkezők nagyobb kockázatot jelenthetnek a nemkívánatos eseményekre. Ritkán a probiotikumok fogyasztása bakterémiát és szepszist, potenciálisan halálos fertőzést okozhat a csökkent immunitású vagy súlyos betegségben szenvedő gyermekeknél.